# تييتوفري

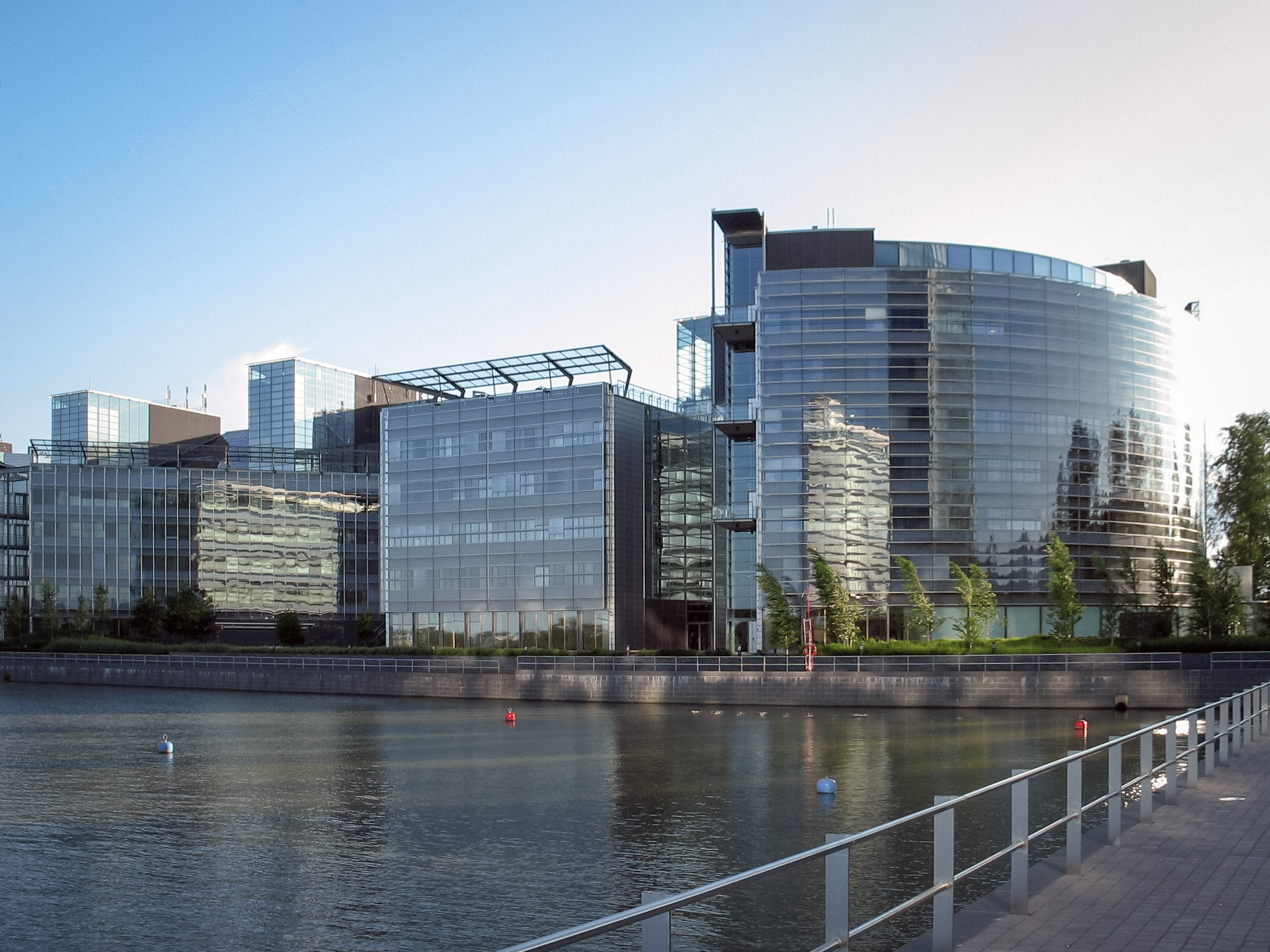
المقر الرئيسي لشركة تييتوفري العالمية في كيلانييمي، إسبو، فنلندا، منذ عام 2016. كايلاهدنتي 2-4 ، إسبوو

شركة تييتوفري (المعروفة سابقًا باسم تييتوفري أوي ، تييتو قبل يونيو 2019) هي شركة فنلندية متخصصة في برمجيات وخدمات تكنولوجيا المعلومات، تُقدم خدمات تكنولوجيا المعلومات وهندسة المنتجات. يقع مقر الشركة الرئيسي في إسبو ، فنلندا ، وأسهمها مُدرجة في بورصتي ناسداك أو إم إكس هلسنكي ، وناسداك أو إم إكس ستوكهولم ، وأوسلو.  يعمل لدى تييتوفري ما يقرب من 24,000 موظف في 20 دولة، ولديها عملاء في قطاعات الطاقة، والغابات، والخدمات المصرفية، والرعاية الصحية، والقطاع العام.
في يونيو 2019، دفعت شركة تيتو مبلغ 1.2 مليار يورو للاستحواذ على شركة تكنولوجيا المعلومات إفري ذات الحجم المماثل.  كان الهدف هو التوسع في سوق دول الشمال الأوروبي . ستُسمى الشركة الجديدة تيتوإفري، وسيعمل بها أكثر من 24,000 موظف، ومن المتوقع أن تحقق إيرادات تتجاوز 3 مليارات يورو للسنة المالية 2020.  
في نهاية عام 2015، تجاوز عدد الموظفين بدوام كامل 13000 موظف في أكثر من 20 دولة. يوجد 28% منهم في فنلندا ، و19% في السويد ، و17% في الهند ، و15% في جمهورية التشيك ، و5% في لاتفيا ، والباقي موزع على دول أخرى.  28% من الموظفين في جميع أنحاء العالم من النساء. بلغت صافي المبيعات حسب الدولة 47% في فنلندا، و36% في السويد، و17% على المستوى الدولي. اعتبارًا من عام 2014، كان 42.7% من مساهمي تييتو فنلنديين، و3% سويديين، و1% بلغاريين.

شعار الشركة السابق

## روابط خارجية
- الموقع الرسمي